# Water Valley (Kentucky)
Water Valley é uma cidade localizada no estado americano de Kentucky, no Condado de Graves.

## Demografia
Segundo o censo americano de 2000, a sua população era de 316 habitantes.
Em 2006, foi estimada uma população de 324, um aumento de 8 (2.5%).

## Geografia
De acordo com o United States Census Bureau tem uma área de
1,6 km², dos quais 1,6 km² cobertos por terra e 0,0 km² cobertos por água. Water Valley localiza-se a aproximadamente 137 m acima do nível do mar.

## Localidades na vizinhança
O diagrama seguinte representa as localidades num raio de 24 km ao redor de Water Valley.